# Jaroslav Weigel

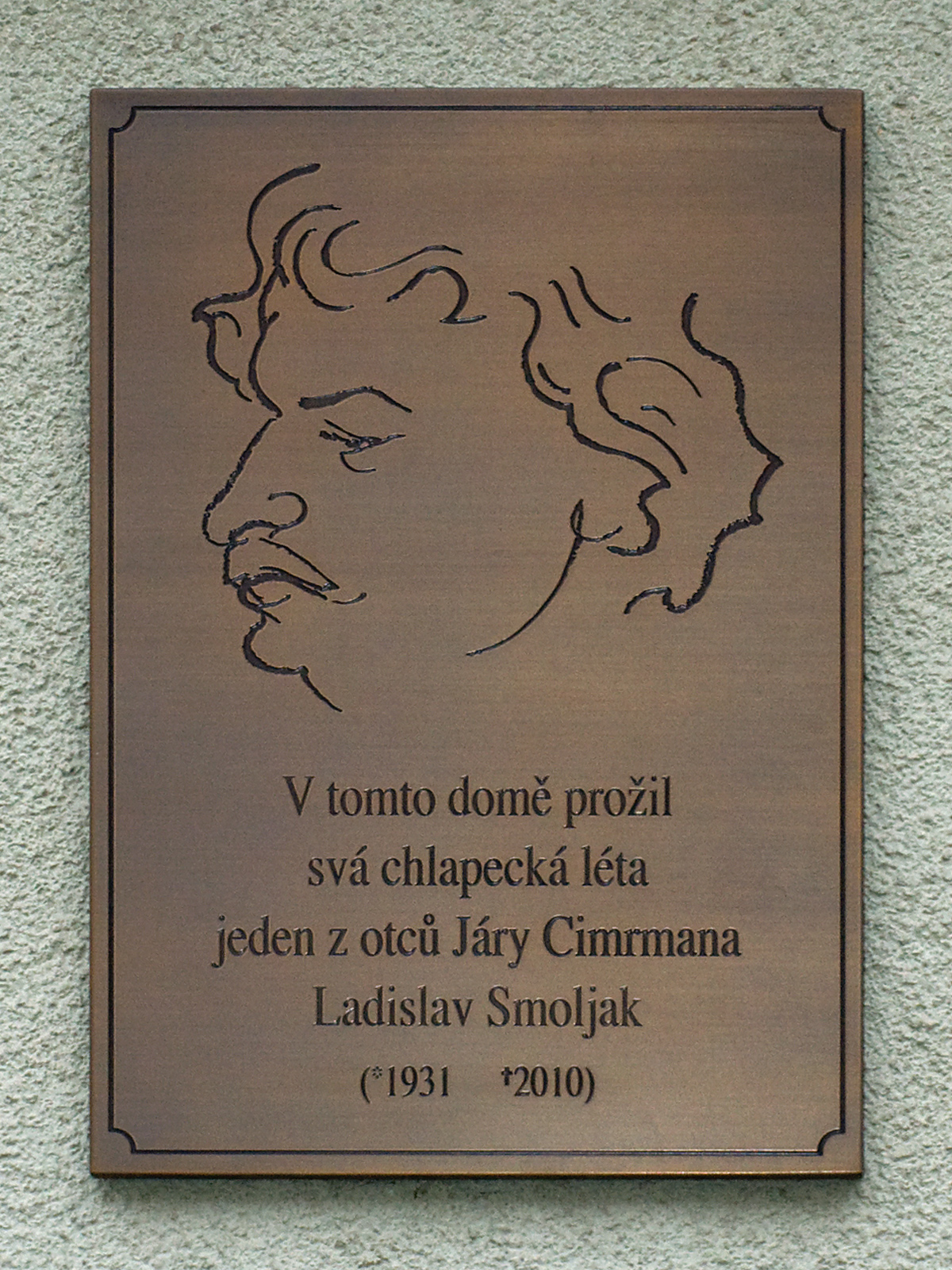
Jaroslav Weigel také připravil výtvarný návrh pamětní desky kolegy Ladislava Smoljaka z roku 2012, osazené na domě číslo 1258/15 v pražské ulici Žateckých

Jaroslav Weigel (2. ledna 1931 Rychnov nad Kněžnou – 5. září 2019 Praha) byl český malíř, grafik, scénograf, herec, karikaturista a publicista. Byl dlouholetým členem Divadla Járy Cimrmana (DJC), kde ve vědeckých seminářích vystupoval jako docent Jaroslav Weigel. V divadle pracoval také jako výtvarník a grafik.

## Život
V roce 1945 začal studovat gymnázium v Broumově, po smrti otce se přestěhoval s matkou do Mnichova Hradiště a v roce 1948 začal studovat na mladoboleslavském Gymnáziu Dr. Josefa Pekaře, kde také odmaturoval. V letech 1950–1953 vystudoval Pedagogickou fakultu Univerzity Karlovy v Praze, obor výtvarná výchova–historie. Byl žákem mimo jiné Cyrila Boudy a Zdeňka Sýkory. Po studiích se zabýval časopiseckou ilustrací a grafickou úpravou časopisů. Nejprve působil v nakladatelství Mladá fronta jako výtvarný redaktor dětských časopisů (Mateřídouška, Ohníček, Pionýrské noviny, Práce pionýrů), od roku 1959 se staral o grafickou úpravu týdeníku Mladý svět, ve kterém také publikoval své kreslené vtipy, ilustrace a fejetony. Patřil k zakládajícím členům tvůrčí skupiny Polylegran, která od počátku prezentovala svou tvorbu na stránkách časopisu Mladý svět.
Od dětství se zajímal o skauting, měl skautskou přezdívku Šedý bobr. Pomáhal zakládat chlapecké oddíly, v letech 1948–1949 byl vůdcem takového oddílu. Když mělo skautské hnutí zakázanou činnost, pomáhal organizovat alespoň letní pionýrské tábory ve skautském duchu. Své skautské zkušenosti předával rovněž teoreticky – psal texty a kreslil ilustrace do dětských časopisů a knih. V 60. letech 20. století pomáhal na stránkách Mladého světa propagovat tramping, který ze skautingu vycházel. Byl instruktorem na trampských letních táborech a na trampských zimních kurzech.
V Mladém světě pracoval do roku 1970. O jeho nuceném odchodu z časopisu bylo rozhodnuto již v roce 1969 při normalizačních čistkách, ale mohl odejít, až za sebe našel náhradu. Režimu se znelíbil vydáváním tzv. okupačních čísel Mladého světa po okupaci Československa vojsky Varšavské smlouvy, která s dalšími kolegy z redakce vydávali po 21. srpnu 1968, publikováním karikatur a kreslených vtipů (např. od Haďáka, Jaroslava Maláka, Josefa Žemličky, Františka Skály), které nebyly schválené cenzory, nebo již zmíněnou propagací trampingu.
Od roku 1970 byl členem divadelního souboru Divadla Járy Cimrmana, se kterým spolupracoval už od roku 1967, kdy pro něj navrhl program k první hře Akt. Pro divadlo ho získal Ladislav Smoljak, se kterým se znal už z Mladého světa, kde Smoljak vedl kulturní rubriku. V divadle Jaroslav Weigel působil jako herec, scénograf a výtvarník kostýmů i tištěných publikací. Objevil se v malých rolích také v několika filmech z dílny dvojice Smoljak–Svěrák.
V Divadle Járy Cimrmana působí jako kulisák, grafik a herec menších rolí i jeho syn Michal Weigel (* 1954).
Na stránky Mladého světa se Jaroslav Weigel vrátil v roce 1972 kresleným seriálem Lips Tullian, nejobávanější náčelník lupičů, který pod pseudonymem A. Holten vytvářel spolu s komiksovým kreslířem Kájou Saudkem. V roce 1974 začalo v Mladém světě vycházet pokračování seriálu pod názvem Černý Filip, ale po šestém dílu přišel zákaz. Zákazu se dočkal i kreslený seriál Major Zeman, který stejná dvojice připravovala podle televizního seriálu Třicet případů majora Zemana pro měsíčník Pionýrská stezka. Od ledna 1977 do prosince 1978 vyšly v Pionýrské stezce čtyři kompletní díly tohoto seriálu (Hon na lišku, Loď do Hamburku, Křížová cesta, Konec velké šance). V roce 2016 byl Jaroslav Weigel za svůj přínos komiksu oceněn, na desátém ročníku ceny Muriel byl uveden do Síně slávy českého komiksu.
Jaroslav Weigel navrhoval a ilustroval obaly hudebních a filmových nosičů – interpretů folku a country, Porty, Divadla Járy Cimrmana, Miroslava Horníčka, Zdeňka Svěráka.
Zemřel 5. září 2019 v Ústřední vojenské nemocnici ve věku 88 let.

## Publikace
| - 10 kapitol k základním znalostem pionýrského vedoucího, text sestavil J. Weigel s kolektivem, Praha : ÚV ČSM, 1957 - Malý katechismus : kniha vtipů beze slov, Haďák (Miroslav Liďák a Pavel Hanuš), graficky upravil Jaroslav Weigel, Praha : Mladá fronta, 1959 - Beze slov : kniha kresleného humoru, úvodní slovo Miroslav Horníček, kreslený humor různých autorů včetně J. Weigela, grafická úprava J. Weigel, Praha : Mladá fronta, 1960 - Být či nebýt, kreslený humor různých autorů včetně J. Weigela, úvodní slovo Pavel Hanuš, Havlíčkův Brod : Krajské nakladatelství, 1961 - Hvězdy světových mikrofonů, Miroslava Černá, Jiří Černý, obálku, vazbu a grafickou úpravu navrhl J. Weigel, Praha : Svoboda, 1969 - Válka nezapomenutá : obrazová publikace k 25. výročí osvobození Československa, Slavomír Ravik, přebal a vazbu navrhl a graficky upravil J. Weigel, Praha : Mladá fronta, 1970 - My známe cestu k jaru : Repertoárový sborník pro pionýry, sestavila Hana Lišková, ilustrace Jaroslav Weigel, Praha : Mladá fronta, 1975 - Pionýrská encyklopedie, Zdeněk Svatoš s kolektivem, ilustrace František Škoda a Jaroslav Weigel, Praha : Mladá fronta, 1978 - Rady pro rady : starším pionýrům a jejich práci v oddílových a skupinových radách, kolektiv autorů, ilustrace Jaroslav Weigel a František Škoda, fotografie Miroslav Martinovský a Miroslav Zajíc, obálka a grafická úprava Bedřich Skála, Praha : Mladá fronta, 1978 - Prázdniny v pohybu aneb Rukověť pro prázdninové pedagogy, za redakce Allana Gintela zpracoval kolektiv, předmluva Miroslav Plzák, ilustrace Jaroslav Weigel, Praha : Mladá fronta, 1980 - Volá nás léto : Výklad zásad a směrnic pro letní tábory PO SSM, zpracoval Jaroslav Zouzal s kolektivem, ilustrace Jaroslav Weigel a František Škoda, Praha : Mladá fronta, 1981 - Kniha - přítel člověka, člověk - přítel knihy, ilustrace Barták, Holý, Jiránek, Neprakta, Pálka, Renčín, Slíva, Vyčítal, Weigel, Praha : Lidové nakladatelství, 1983 - Dones oheň a zvítězíš : soubor původních reportáží redaktorů Mladého světa z víkendových a prázdninových her v přírodě, úvod Zdeněk Šálek, ilustrace Jaroslav Weigel, Praha : Mladá fronta, 1983 - Divadlo Járy Cimrmana, Ladislav Smoljak, Zdeněk Svěrák, doslov Vladimír Just, ilustrace Jaroslav Weigel, fotografie Pavla Otáhalová, Praha : Melantrich, 1987 - Tom Kečup & pes Vorčestr, Miki Ryvola, ilustrace, obálka, vazba a grafická úprava Jaroslav Weigel, Praha : Paseka, 1991, ISBN 80-85192-07-1 - Král Madagaskaru : komiks o M. Beňovském, text D. Galský a J. Weigel, ilustrace Gustav Krum, obálka a grafická úprava Miroslav Tvrdík, Praha : Parta, 1991 - Filmové komedie Zdeňka Svěráka a Ladislava Smoljaka : (osm scénářů), přebal a typografická úprava J. Weigel, Hradec Králové : Kruh, 1991, ISBN 80-7031-504-0 - Malá psí kuchařka : pro dospělé psy malé, střední a o chlup větší (od 2 do 22 kg), text, ilustrace a grafická úprava Jaroslav Weigel, Praha : Paseka, 1992, ISBN 80-85192-49-7 - Nevěry : Vzkaz, Karel Hvížďala, obálka a grafická úprava Jaroslav Weigel, Praha : Pragma, 1993, ISBN 80-85213-35-4 - Haďák aneb Osud karikaturisty v Čechách, Ljuba Horáková, obálka a grafická úprava Jaroslav Weigel, Praha : Mladá fronta, 1993, ISBN 80-204-0276-4 - Lips Tulian : nejobávanější náčelník lupičů : historický román / zpracován od Kvidona z Felsů [zřejmě podle anonymního překladu z němčiny vzniklého na přelomu 18. a 19. století], zkrátil a poznámkami opatřil Jaroslav Weigel, obálka, vazba a grafická úprava Jaroslav Weigel, Praha : Paseka, 1994, ISBN 80-85192-16-0 | - Bez dlouhých řečí : výběr fejetonů z Mladého světa, uspořádal Rudolf Křesťan, obsahuje fejeton J. Weigela O humoru všedního dne, Praha : Mladý svět, 1994 - Společně pro zdraví, zpracovala Ludmila Salačová, kresby, obálka a grafická úprava Jaroslav Weigel, Praha : Ministerstvo zdravotnictví České republiky, 1994 - Zdraví v nové perspektivě, zpracovala Ludmila Salačová, obálka a grafická úprava Jaroslav Weigel, Praha : Ministerstvo zdravotnictví České republiky, 1994 - Abeceda lásky, Miloň Čepelka, grafická úprava J. Weigel, Brno : „Zvláštní vydání…“, 1995 - Jára (da) Cimrman : Sborník o životě a díle českého polyhistora, do sborníku přispěli Jiří Šebánek, Zdeněk Svěrák, Ladislav Smoljak, Karel Velebný, výtvarní poradci byli Václav Kabát, Milan Kopřiva a Jaroslav Weigel, přebal, vazbu a grafickou úpravu navrhli Milan Kopřiva a Jaroslav Weigel, Praha : Mladá fronta, 1998, ISBN 80-204-0723-5 - Příběhy majora Zemana, komiks K. Saudek a J. Weigel, Crew, 1999, ISBN 80-86321-06-1 - Cena města Zámrví : devatenáct kapitol prolezlých včerejškem, současností i pohádkami, Zdeněk Jizera Vonásek, ilustrace Jaroslav Weigel, Pelhřimov : Vydavatelství 999, 2006, ISBN 80-86391-17-5 - Divadlo Járy Cimrmana : v letech 1997-2007, Ladislav Smoljak, Zdeněk Svěrák, DJC, ilustrace/foto J. Weigel, Praha : DJC, 2007, ISBN 978-80-902407-2-8 - Povídky, Zdeněk Svěrák, ilustrace J. Weigel, Praha : Fragment, 2008, ISBN 978-80-253-0761-8 - Jára Cimrman : génius, který se neproslavil, Ladislav Smoljak, Zdeněk Svěrák, Jaroslav Weigel, Brno : Computer Press, 2009, ISBN 978-80-251-2762-9 - Hry a semináře : úplné vydání, Cimrman, Smoljak, Svěrák, předmluva Přemysl Rut, ilustrace J. Weigel, typografie J. Weigel a M. Weigel, Praha a Litomyšl : Paseka, 2009, ISBN 978-80-7185-973-4 - Ladislav Smoljak hrající, bdící, texty opatřil Zdeněk Svěrák, fotografie vybral a uspořádal Jaroslav Weigel a Michal Weigel, Praha : Fragment, 2010, ISBN 978-80-253-1157-8 - Lips Tullian : nejobávanější náčelník lupičů & Černý Filip, ilustrace Kája Saudek, text Jaroslav Weigel, Praha : Plus, 2010, ISBN 978-80-259-0029-1 - Nové povídky, Zdeněk Svěrák, ilustrace J. Weigel, Praha : Fragment, 2011, ISBN 978-80-253-1233-9 - Po strništi bos, Zdeněk Svěrák, ilustrace J. Weigel, Praha : Fragment, 2013, ISBN 978-80-253-1820-1 - Divadlo Járy Cimrmana : divadlo, které se proslavilo, Zdeněk Svěrák, Ladislav Smoljak, Jaroslav Weigel, Brno : CPress, 2014, ISBN 978-80-264-0324-1 - Filmové příběhy, Zdeněk Svěrák, ilustrace J. Weigel, Praha : Fragment, 2015, ISBN 978-80-253-2465-3 - Filmové komedie, dva svazky, Ladislav Smoljak, Zdeněk Svěrák, ilustrace Jaroslav Weigel, Praha : Cosmopolis, 2016-2017, ISBN 978-80-247-5846-6 a ISBN 978-80-271-0003-3 - Strážce nádrže, Zdeněk Svěrák, návrh obálky a grafická úprava Jaroslav Weigel a Michal Weigel, Praha : Cosmopolis, 2018, ISBN 978-80-247-4184-0 - Lips Tullian : další dobrodružství, Kája Saudek, Jaroslav Weigel, Praha : Plus, 2019, ISBN 978-80-7473-875-3 |

## Výstavy
Jaroslav Weigel prezentoval svůj kreslený humor na těchto kolektivních výstavách:
- 1960 „Polylegran“, výstava karikaturistů a fotografů Mladého světa (Praha)
- 1960 výstava kresleného humoru a satiry skupiny „Transfůze“ (Hradec Králové)
- 1960 celostátní výstava mladých karikaturistů „Umění karikatury“ (Praha)
- 1961 výstava „Být či nebýt“ (Praha), protifašistické a protiválečné karikatury ke 40. výročí KSČ
- 1961 výstava „Polylegran 2“ (Praha), politické karikatury a kreslené vtipy
- 1964 výstava „Polopatenty“ (Polylegran 3, Praha a Hradec Králové), otázky techniky a vztahu člověka k ní
- 1969 výstava „Polylegran a hosté“ (Praha)

## Poštovní známky
- V roce 2014 vytvořili Jaroslav Weigel se synem Michalem návrh obrazových částí dvou kulatých, písmenových známek (s písmenem „A“ a „Z“) a tiskového listu s jednou z možných 136 podob génia Járy Cimrmana.[15]
- V roce 2017 vytvořili Jaroslav Weigel se synem Michalem písmenovou známku (s písmenem „A“) s autobustou génia Járy Cimrmana (byla vydána ve formě známkových sešitků, obsahujících 8 ks známek).[16]

## Divadelní role
- Afrika – Ludwig Úvalský von Úvaly u Prahy
- Akt – Žíla
- Blaník – Hynek z Michle
- Cimrman v říši hudby – plukovník Colonel
- České nebe – Jan Hus
- Dlouhý, Široký a Krátkozraký – děd Vševěd
- Dobytí severního pólu – pomocný učitel Václav Poustka
- Hospoda Na mýtince – student cimrmanologie a policejní inspektor Trachta
- Lijavec – Formánek
- Němý Bobeš – farář
- Posel z Liptákova – otec (Posel světla); Hlavsa (Vizionář)
- Švestka – Motyčka
- Vražda v salonním coupé – továrník Bierhanzel
- Vyšetřování ztráty třídní knihy – inspektor
- Záskok – doktor Vypich

## Filmové role (výběr)
- Jáchyme, hoď ho do stroje! (1973) – moderátor výstavy miniatur
- Marečku, podejte mi pero! (1976) – Rousek
- Vrchní, prchni (1981) – číšník
- Jára Cimrman ležící, spící (1983) – učitel fyziky
- Rozpuštěný a vypuštěný (1985) – švec Emanuel Pecháček
- Nejistá sezóna (1987) – Špaček

## Scéna a kostýmy
- Posel z Liptákova (1977)
- Lijavec (1982)
- Dobytí severního pólu (1985)
- Blaník (1990)
- Záskok (1994)
- Švestka (1997)
- Afrika (2002)
- České nebe (2008)